# Deportivo Alavés (női csapat)
A Deportivo Alavés női labdarúgócsapata 2017-ben jött létre Vitoria-Gasteiz városában. A spanyol első osztály tagja.

## Klubtörténet
Az arabai együttes CD Gasteizko Neskak néven 1996-ban alakult meg. A kezdetekben a tartományban évente megrendezett ifjúsági tornájáról volt híres, 2010-ben pedig a regionális bajnokságból feljutottak a Primera Nacional küzdelmeibe.
2017. június 11-én a Deportivo Alavés bejelentette a két klub társulását. Az Alavés gárdája mellett a Gasteizko az utánpótlásképzésben vállal fontos szerepet.
A klub 2019-ben és 2020-ban is a rájátszásig jutott a másodosztályban, azonban első elit ligás szezonjukat a 2021–2022-es kiírásban abszolválhatták.

## Játékoskeret
2022. szeptember 17-től
| #  |     | Poszt | Név             |
| -- | --- | ----- | --------------- |
| 1  | ESP | K     | Patricia Larqué |
| 13 | ESP | K     | Jana Henseler   |
| 2  | ESP | V     | Elba Vergés     |
| 3  | NGA | V     | Osinachi Ohale  |
| 4  | CHI | V     | Camila Sáez     |
| 12 | ESP | V     | Garazi Fácila   |
| 21 | ESP | V     | Carla Morera    |
| 22 | ESP | V     | Cristina Auñón  |
| 6  | ESP | KP    | Gema Soliveres  |
| 7  | ESP | KP    | Ane Miren       |
| 8  | JPN | KP    | Itó Miku        |
| 10 | ESP | KP    | Alba Aznar      |

| #  |     | Poszt | Név            |
| -- | --- | ----- | -------------- |
| 14 | ESP | KP    | Míriam Diéguez |
| 17 | POR | KP    | Fátima Pinto   |
| 20 | CIV | KP    | Emmanuella Aby |
| 26 | ESP | KP    | Thais Pargaray |
| 10 | ESP | KP    | Alaitz Alcorta |
| 14 | ESP | KP    | Lorea Onsoño   |
| 9  | ESP | CS    | Sanadri        |
| 11 | ESP | CS    | Carla Armengol |
| 15 | CIV | CS    | Rebecca Elloh  |
| 18 | PAR | CS    | Lice Chamorro  |
| 19 | ESP | CS    | Sara Carrillo  |
| 27 | ESP | CS    | Elene Errasti  |

## Korábbi híres játékosok
| - Gema Cholbi - Naima García - Itziar Gaste - Sonia Majarín - Vera Martínez - Nerea Nevado - María Ortiz - Emma Queralt - Neike Urigoitia - Irati Urruzola - Cristina Vega - Abdulai Mukarama |